# Toto (gruppo musicale)
I Toto sono un gruppo musicale rock statunitense formatosi a Los Angeles nel 1976, famosi per uno stile musicale che combina elementi provenienti dalla musica rock e  hard rock, con pop, soul, funk, R&B e jazz, che li rende apprezzati da un pubblico molto variegato. Durante la loro carriera hanno pubblicato, ad oggi, quattordici album in studio, otto dal vivo, una colonna sonora di film (Dune del 1984), diverse raccolte di successi e venduto più di 40 milioni di dischi.

## Storia

### Formazione della band

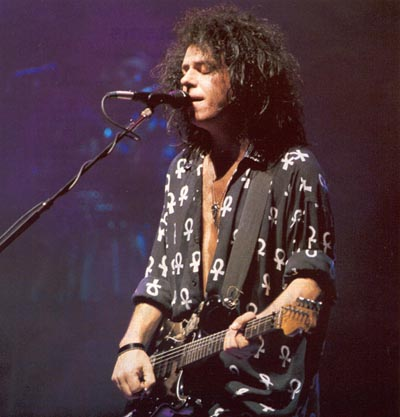
Steve Lukather nel 1990

Il complesso si formò a Los Angeles nel 1976. La formazione originale comprendeva:
- Jeff Porcaro (1954-1992)
- Steve Porcaro (1957)
- David Paich (1954)
- Steve Lukather (1957)
- David Hungate (1948)
- Bobby Kimball (1947)

In precedenza alcuni membri della band avevano collaborato in studio e dal vivo con artisti di rilievo come gli Steely Dan, Seals and Crofts, Boz Scaggs, Sonny & Cher e molti altri, sono presenti in alcuni dei più famosi album degli anni settanta. Il tastierista David Paich era conosciuto nell'ambiente per aver prodotto e scritto insieme a Boz Scaggs l'album di quest'ultimo, Silk Degrees su cui avevano suonato anche Jeff Porcaro e David Hungate. Paich e Porcaro avevano già suonato insieme in altre varie occasioni, e dopo l'incredibile successo di Silk Degrees iniziarono a discutere seriamente della possibilità di creare un loro complesso. Nel progetto vennero coinvolti quindi David Hungate, il giovanissimo Steve Lukather alla chitarra, Steve Porcaro fratello di Jeff alle tastiere e sintetizzatori e il cantante Bobby Kimball, tutti musicisti con alle spalle esperienza in studio. Nel 1977 il complesso dei Toto firmò il contratto con la CBS (Columbia Records) e iniziò a lavorare al primo album.

### Scelta del nome e debutto
La scelta del nome della band deriva dal batterista Jeff Porcaro, che al momento della registrazione delle prime demo aveva appena visto il film Il mago di Oz, in cui il cane di Dorothy, la protagonista del film, si chiama "Toto". Toto, dunque, venne utilizzato da Jeff Porcaro per personalizzare le prime cassette-demo registrate in studio. Solo successivamente il nome divenne definitivo: fu David Hungate, bassista del complesso, a far notare che in Latino la parola toto significa "totale", "che comprende tutto". Toto venne così ritenuto il nome ideale per identificare il repertorio musicale della band che nella sua carriera avrebbe abbracciato a 360 gradi tutti i generi.
Nel settembre del 1978 il complesso debuttò con l'album omonimo, contenente il singolo Hold the Line, che riuscì rapidamente a scalare le classifiche. La band venne acclamata a livello internazionale e ottenne una nomination per i Grammy Awards nella categoria "Best new artist". Al singolo Hold the Line seguirono I'll Supply the Love, Georgy Porgy e Rockmaker. La copertina del disco fu realizzata da Philip Garris, che si ispirò al concetto della spada da un verso di un brano del disco, Manuela Run, che fa riferimento alla Spada di Damocle ("You better watch that sword that's hanging over you"). Da questo momento in poi la spada sarebbe diventata un simbolo ricorrente nella parte visiva dei dischi dei Toto, poiché rappresenta la durezza e la versatilità del loro suono (resi visivamente dalla realizzazione della forma a doppio taglio). All'inizio del 1979 il gruppo iniziò il Toto Tour, primo tour per promuovere l'album di debutto che si svolse tra Hawaii e Stati Uniti.

### HydraeTurn Back

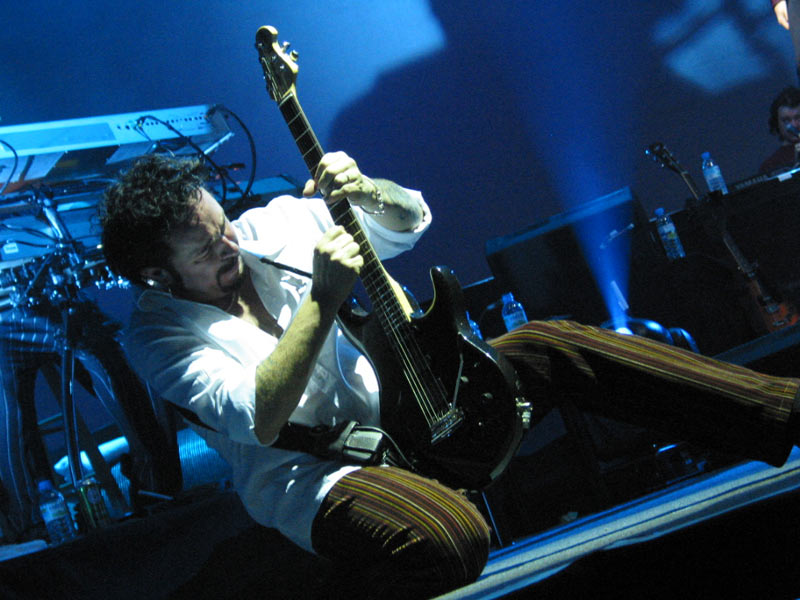
Steve Lukather

Alla fine del Toto Tour, il gruppo iniziò a lavorare all'album successivo, intitolato Hydra, che venne realizzato alla fine del 1979. Per questo disco il gruppo decise di virare in una direzione di atmosfere e suoni più vicine al progressive rock. L'album include il singolo 99, ispirato dal film di George Lucas L'uomo che fuggì dal futuro (THX 1138)., film in cui i personaggi sono chiamati come numeri. Da Hydra vennero tratti anche i singoli St. George and the Dragon e All Us Boys, e venne girato anche un video della canzone Hydra, nonostante il singolo non sia mai stato pubblicato.
La virata verso atmosfere più prog si ebbe anche in alcuni testi, come quelli di Hydra e St. George and the Dragon dal contenuto più mitico. Sulla copertina del disco compare il solo Steve Porcaro con la spada. Hydra non riuscì a ottenere lo stesso successo commerciale di Toto, ma fu comunque disco d'oro negli Stati Uniti. Dal febbraio a giugno del 1980 la band si ritrovò impegnata nell'Hydra World Tour, che comprendeva date sia negli Stati Uniti che in Giappone dove la fama della band stava crescendo.
All'inizio del 1981 i Toto pubblicarono il loro terzo album, Turn Back, un album sperimentale in cui veniva dato più spazio alla chitarra e meno alle tastiere rispetto agli album precedenti. Lukather ha più volte dichiarato come l'intenzione del progetto fosse quella di andare in una direzione più hard/arena rock, poiché il successo di un singolo come 99, aveva dato alla band la fama di gruppo soft rock. I singoli tratti dall'album sono Goodbye Elenore, If It's the Last Night e Live for Today. L’album non ebbe le stesse vendite dei precedenti lavori, soprattutto negli USA, mentre in Giappone venne accolto in maniera entusiasta, ma per la loro etichetta, la Columbia Records non era sufficiente. Nessun tour venne sostenuto dalla band per supportare il disco. La CBS quindi mise il gruppo californiano sotto pressione, se il successivo disco non fosse stato di grande successo l'etichetta avrebbe rescisso il contratto. I Toto quindi si chiusero in studio per otto mesi e partorirono il disco che cambiò la loro storia.

### Toto IV
Con Toto IV il gruppo raggiunse l'obiettivo, pubblicando un album che rappresenta uno dei più grandi successi commerciali degli anni ottanta. Toto IV scalò in breve tempo le classifiche di tutto il mondo, portando ai Toto un numero sempre maggiore di ascoltatori.
L'album vinse inoltre 6 Grammy Award, inclusi "Record of the Year" per Rosanna, "Album of the Year" per Toto IV e "Producer of the Year". Le sessioni di incisione del disco tuttavia furono abbastanza travagliate. Bobby Kimball venne arrestato nel dicembre 1981 per possesso di cocaina con l'accusa di spaccio (caduta poi verso la fine del 1982) e dopo le registrazioni il bassista David Hungate, mai troppo incline alla vita da turnista, lasciò il gruppo e si trasferì a Nashville con la famiglia. Fu Mike Porcaro, fratello di Jeff e Steve, a rimpiazzare Hungate. Mike appare in tutti i video tratti da Toto IV.
Dall'album vennero estratti quattro singoli: Rosanna, Make Believe, Africa e I Won't Hold You Back. I video di Rosanna, Africa e Waiting for your Love ebbero moltissimi passaggi su MTV. Africa, probabilmente la canzone più famosa dei Toto, raggiunse le vette delle classifiche nel febbraio del 1983 e godette di ampi passaggi in radio. Il gruppo tuttavia non amava la canzone, che rischiò di essere tagliata fuori dall'album prima della sua pubblicazione. Rosanna fu la canzone che portò i Toto ai Grammy Awards. La canzone non è dedicata a Rosanna Arquette, come erroneamente si pensa, ma quello che in realtà accadde è che il gruppo si trovò a dover scegliere un nome femminile da inserire nel titolo e nel ritornello, e decisero di utilizzare "Rosanna", che ben si adattava al brano. Rosanna Arquette, al tempo era la fidanzata di Steve Porcaro. Nel video di Rosanna partecipano un giovane Patrick Swayze come uno dei ballerini e una giovane Cynthia Rhodes come lead dancer, famosa per aver interpretato la protagonista nel film Staying Alive, al fianco di John Travolta, oltre a Dirty Dancing - Balli proibiti e Flashdance ed ora moglie del cantante Richard Marx.
Il Toto IV World Tour durò da maggio a novembre 1982. Verso la fine del tour Bobby Kimball si ruppe una gamba e per le restanti date si esibì seduto dietro al pianoforte. Anche nelle tre date italiane del tour, che toccarono per la prima volta la penisola, nel settembre 1982, Kimball si presentò con la gamba ingessata. Dello stesso periodo è anche l'album Thriller di Michael Jackson, pubblicato nel 1982, a cui parteciparono anche i Toto. Il brano Human Nature è infatti scritto da Steve Porcaro e suonato dai Toto al completo (voce esclusa). Anche in Beat It, altro notevole successo dell'album Thriller, Steve Lukather ha scritto e suonato la linea di basso e la chitarra ritmica.

### Dune, Fergie Frederiksen eIsolation

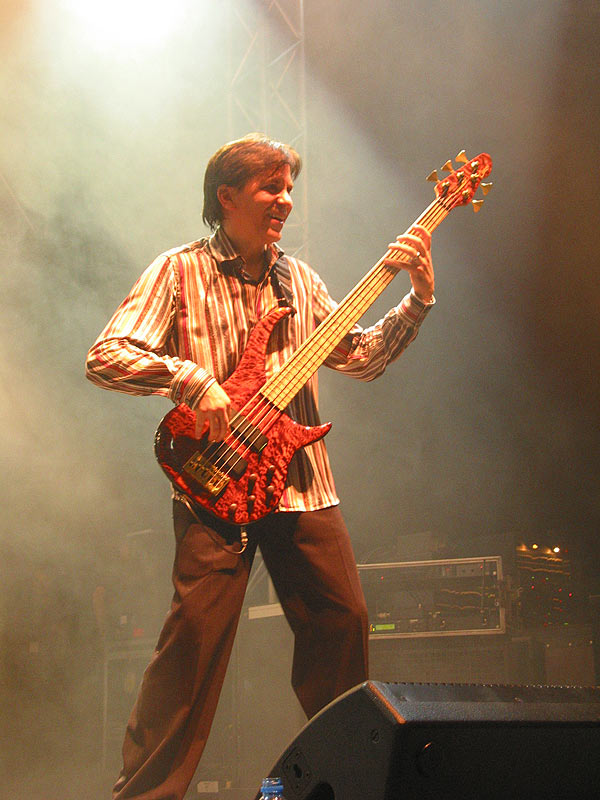
Mike Porcaro

Dopo la vittoria ai Grammy Award, il gruppo decise di non andare in tour per capitalizzare il successo ma di tornare a Los Angeles per lavorare a un nuovo disco. Durante la lavorazione del nuovo album, Bobby Kimball venne licenziato per problemi col resto della band a causa del suo costante abuso di alcool e droghe. Bobby aveva inciso diverse canzoni di Isolation, testimonianza di ciò è la demo di Lion, comparsa qualche anno fa sul suo sito ufficiale, di cui è coautore. Durante questo periodo i Toto vennero a contatto con David Lynch, e fu proposto loro di realizzare la colonna sonora del suo prossimo film Dune. Il gruppo, all'apice del suo successo e senza il proprio cantante, dovendo prendere tempo per cercare un degno sostituto, accettò la proposta e scrisse 16 delle 17 composizioni della colonna sonora.
A Richard Page fu offerta la possibilità di rimpiazzare Kimball, ma rifiutò per concentrare le sue energie sui Mr. Mister. Fergie Frederiksen fu infine scelto per il ruolo. Con questa nuova formazione i Toto ritornarono sulle incisioni di quello che sarebbe diventato il loro quinto disco in studio Isolation, pubblicato infine nel novembre del 1984 e anticipato dal singolo Stranger in Town, unico brano di successo tratto dall'album, promosso con un video che ebbe la nomination MTV Video of the Year. Di Kimball, sull'album, furono lasciate le sue seconde voci nei cori. Dal disco furono estratte anche Angel don't Cry, How Does It Feel, Holyanna ed Endless. La realizzazione della copertina fu inizialmente affidata a David Lynch, ma il risultato da lui elaborato non convinse la band. Fu quindi scelta come immagine quella poi pubblicata su disco. Nonostante le buone vendite di Isolation, il disco non raccolse la stessa acclamazione di Toto IV. Fu comunque disco d'oro negli Stati Uniti. L'Isolation World Tour fu programmato in arene da 10,000 posti che rimasero mezze vuote a causa della perdita di popolarità del gruppo per il troppo tempo trascorso da un disco all'altro. Diverso fu il discorso per le date giapponesi in cui la band godeva ancora di grande fama, ma i Toto furono costretti a cancellare le tappe europee previste per il tour che iniziò e si concluse nel 1985.
Nello stesso periodo hanno anche composto uno dei temi (Moodido) per le Olimpiadi del 1984, utilizzato per la sigla degli incontri di boxe. Il brano non è mai stato incluso in nessun album dei Toto, ma si trova come b-side nel singolo di Out of Love. Sempre nel 1984, Steve Porcaro ha partecipato assieme al compositore e tastierista italiano Alessandro Esseno, alla realizzazione del disco “Pompei” della cantante milanese Mara Cubeddu, prodotto dalla EMI Italiana con la supervisione del produttore artistico Bob Esty e del produttore esecutivo Christian De Walden.. Nel 1985 presero anche parte al progetto di beneficenza USA for Africa.

### FahrenheiteThe Seventh One
Alla fine del tour di Isolation, Fergie Frederiksen venne licenziato. Il motivo venne spiegato da Lukather in un'intervista del 1998, in cui Luke afferma che la band non si trovava bene con Fergie a causa delle difficoltà di quest'ultimo nelle registrazioni in studio, nonostante tutto Fergie riuscì a registrare la parte della seconda voce nel brano Could This Be Love. La band iniziò quindi le audizioni per un nuovo cantante e Joseph Williams, figlio del famoso compositore di musiche da film John Williams, fu scelto tra gli audizionati.
Con Joseph ora ufficialmente a bordo, i Toto iniziarono a scrivere e a registrare Fahrenheit, pubblicato nell'ottobre 1986. Farenheit era un disco molto più soft rispetto ai precedenti, che comprendeva hit come I'll Be Over You e un pezzo strumentale, Don't Stop Me Now, suonato con Miles Davis. Inoltre un'allora sconosciuta Paula Abdul compare come ballerina nel video di Till the End, in Lea nei cori compare Don Henley e uno dei cantanti in studio in I'll Be Over You è Michael McDonald. Nonostante le collaborazioni l'album non fu molto apprezzato e vendette meno del previsto, nonostante "I'll Be Over You" raggiunse l'undicesimo posto della Billboard Hot 100; il gruppo si imbarcò ugualmente in un nuovo tour mondiale.
Dopo la fine del tour nel 1987, Steve Porcaro lasciò la band per dedicarsi alla carriera musicale in ambito di film e telefilm. Steve Porcaro non venne mai sostituito, e i Toto decisero di continuare con solo 5 membri nel gruppo. Porcaro parteciperà comunque alle registrazioni in studio dei successivi album. Paich si fece carico della maggior parte delle parti alle tastiere durante i concerti, aiutato dal 1990 dal tecnico delle tastiere John Jessel che lo assisteva in alcune date.
Nel 1988 i Toto produssero il loro album successivo, The Seventh One, che comprendeva Jon Anderson degli Yes ai cori nel singolo Stop Loving You. Anche l'altro singolo tratto dal disco Pamela, divenne in breve molto popolare. Dal disco furono estratti come singoli anche Straight for the Heart, Anna e Mushanga. La copertina, dopo Isolation e Fahrenheit, fu la prima a ripresentare il simbolo della spada.
Nello stesso anno il gruppo collaborò al disco solista di Jon Anderson cantante degli Yes, In the City of Angels. In particolare la formazione suona nel brano Top of the World (The Glass Bead Game).
The Seventh One divenne il più grande successo dai tempi di Toto IV in Europa e in Giappone, tuttavia un cambio di personale all'interno della CBS non consentì alla band la giusta promozione dei singoli in America. In febbraio la band iniziò un nuovo tour, durato fino al luglio 1988, con il ritorno di Steve Porcaro alle tastiere in veste di turnista. Nonostante il grande successo di pubblico, nel gruppo si crearono tensioni dovute al continuo uso di droga da parte di Joseph Williams. Il cantante, infatti, perse la voce nella seconda data del tour a Rotterdam e la recuperò in parte verso le date giapponesi. Questa serie di frizioni all'interno della band sfociarono nel licenziamento di Williams alla fine del tour.

### Past to Presente Jean-Michel Byron
Dopo il tour per promuovere The Seventh One, la band decise per una pausa durata quasi tutto il 1989. Durante quel periodo Steve Lukather incise e pubblicò il suo primo omonimo album solista. Verso la fine dell'anno la band fu contattata dalla CBS per realizzare un Greatest Hits con all'interno qualche nuovo brano per promuoverlo e andare in tour. Il gruppo quindi si riunì con il cantante originale Bobby Kimball ed incise il brano Goin' Home, precedentemente scritto da David Paich e Joseph Williams (perfettamente udibile nei cori), ma la casa discografica lo respinse e premette per l'ingaggio del cantante sudafricano Jean-Michel Byron. Byron entrò nei Toto, ed incise con loro 4 nuove canzoni che vennero incluse nel loro Greatest Hits, Past to Present 1977-1990, pubblicato nel 1990. Out of Love, primo singolo divenne di grande successo, furono poi estratti Can You Hear What I'm Saying e Love Has the Power. I Toto in seguito iniziarono il tour intitolato The Planet Earth Tour, che durò da settembre a dicembre del 1990.
Già dopo le prime date del tour fu chiaro che le bizzarrie di Byron sul palco non si adattavano con la visione dei Toto dei loro live show, e il cantante passò relegato rapidamente da frontman a corista. Con l'avanzare del tour anche le nuove canzoni vennero tolte dalla scaletta, tranne Out of Love. Dato che molti dei fan erano scontenti dei live di Byron, molte delle sue performance furono rimosse dal video live che venne pubblicato poco dopo, Toto Live, e Byron viene indicato come background singer nei riconoscimenti dell'album. Tutte le performance live delle nuove canzoni da Past to Present vennero rimosse dalla scaletta che avevano registrato, e le uniche canzoni in cui appare Byron sono Rosanna e Hold the Line e in poche altre scene. Il resto delle canzoni vennero cantate da Steve Lukather e David Paich. Al termine del tour Byron fu licenziato..

### Kingdom of Desiree la morte di Jeff Porcaro

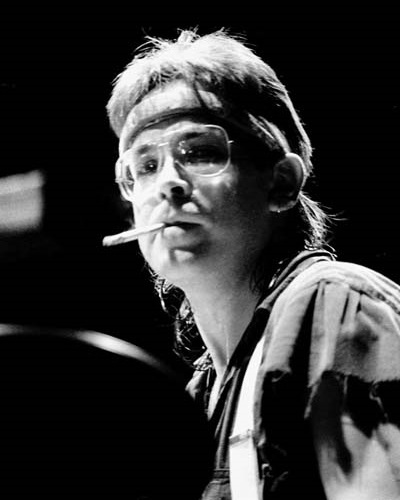
Jeff Porcaro (1986)

Ancora una volta senza un lead vocalist, il chitarrista Steve Lukather si fece avanti e divenne il nuovo cantante. Il gruppo iniziò le registrazioni di Kingdom of Desire, ma, poco prima della pubblicazione del disco, Jeff Porcaro morì per un arresto cardiaco. Di fronte alla possibilità di un tour senza Jeff, i Toto arrivarono vicino allo scioglimento. Fu la famiglia di Jeff a chiedere alla band di continuare. L'album ottenne un discreto successo accompagnato da quattro singoli: Don't Chain My Heart, 2 Hearts, The Other Side e Only You.
Simon Phillips è l'unico batterista mai contattato per sostituire Jeff Porcaro, dato che la band sapeva che a Jeff piaceva Simon e lo stesso Lukather aveva già lavorato con Simon in un tour precedente insieme a Santana e a Jeff Beck in Giappone, nel 1986. Phillips si unì al gruppo e i Toto iniziarono il tour, dedicato alla memoria di Jeff.
Nel 1993 pubblicarono un album dal vivo, Absolutely Live. Nel tour Steve Lukather cantava la maggior parte delle canzoni, ma alcune vecchie canzoni, originariamente cantate da Bobby Kimball, Fergie Frederiksen e Joseph Williams vennero messe in scaletta e cantate dai nuovi backup singers assoldati per il tour: John James, Donna McDaniels e Jenny Douglas. John cantava Stop Loving You e le parti di Bobby in Rosanna. Donna cantava Home of the Brave e Angel Don't Cry, mentre Jenny cantava Hold the Line.
Alla fine del tour, la band organizzò a Los Angeles un grande concerto in tributo a Jeff Porcaro. Al concerto parteciparono non solo i Toto ma anche Don Henley, Eddie Van Halen, Donald Fagen, Walter Becker, Boz Scaggs, James Newton Howard, Michael McDonald, Richard Marx e molti altri, oltre a un'apparizione speciale di George Harrison.
Alla fine del tour la band si prese una pausa per perseguire progetti individuali.

### Simon Phillips eTambu
Nel 1995 i Toto si riunirono nuovamente e registrarono Tambu, il primo album in cui compare Simon Phillips. Lontano dai suoni puliti degli anni ottanta, Tambu si rivelò un disco molto diverso dai precedenti. Dall'album fu tratto il singolo I Will Remember, che ottenne un buon successo e numerosi passaggi in radio. Altri singoli tratti da Tambu furono Drag Him to the Roof e The Turning Point.
All'album parteciparono anche i cantanti John James e Jenny Douglas McRae. È infatti di Jenny la voce sia nella bonus track Blackeye che nel duetto con Steve Lukather Baby He's Your Man.
Tambu non riscosse grande successo negli Stati Uniti, ma vendette più di 600 000 copie nel mondo. L'uscita del secondo singolo, Baby He's Your Man, venne comunque cancellata.
Il tour per promuovere Tambu si rivelò un grande successo, nonostante non ci fossero date negli Stati Uniti. A causa di un'infezione intestinale nella prima parte del tour Simon venne sostituito alla batteria da Gregg Bissonette. Il tour si concluse nel 1996.

### Il ritorno di Bobby Kimball

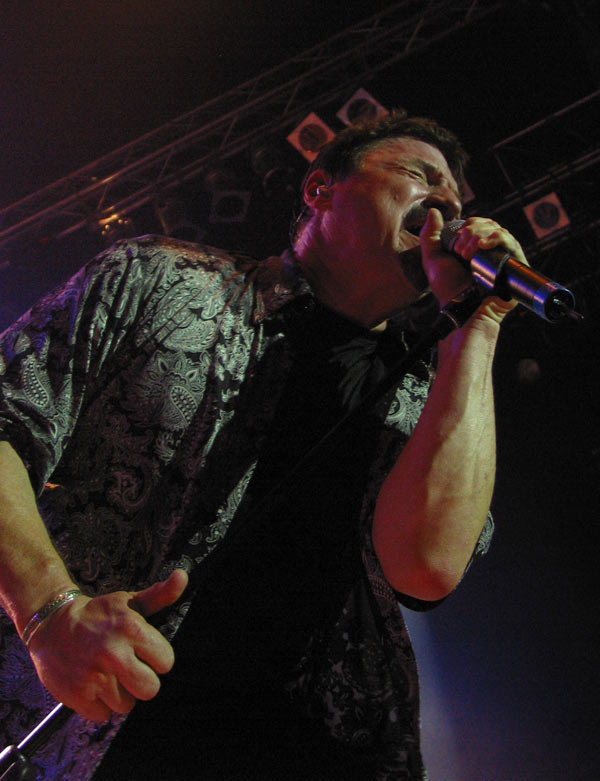
Bobby Kimball

Il 1997 rappresentava il 20º anniversario della formazione del gruppo, e per commemorarlo David Paich e Steve Lukather iniziarono a riascoltare vecchie cassette e vecchi demo per cercare materiale per un album di materiale mai pubblicato prima. Nel 1998 pubblicarono Toto XX, che comprendeva il singolo Goin' Home. I Toto iniziarono un piccolo tour promozionale a cui parteciparono anche Bobby Kimball, Steve Porcaro e Joseph Williams.
Dopo il Toto XX Tour, Bobby si riunì al gruppo come cantante principale dopo 15 anni di assenza. La band pubblicò Mindfields alla fine del 1999 e si imbarcò nel Reunion Tour, un tour mondiale che, per la prima volta dopo 6 anni, comprendeva date negli Stati Uniti. Dal nuovo album vennero tratti tre singoli: Melanie, Cruel e Mad About You, canzone scritta insieme da David Paich e Joseph Williams.
Nello stesso anno venne pubblicato anche Livefields un doppio cd live del Mindfields tour, notevolmente migliore del precedente disco registrato dal vivo (Absolutely Live).
Il tour si concluse ufficialmente nel 2000, ma il gruppo fece alcune date anche nel 2001. Ad alcune date del 2000 David Paich non partecipò e venne sostituito da Jeff Babko, ma riprese comunque a suonare live nel 2001.
Nel 1997 i fratelli Mike e Steve Porcaro, assieme all'ex-cantante Joseph Williams e al batterista Carlos Vega, hanno inoltre composto il tema ufficiale per la finale di Champions League, intitolato Young at Heart.

### Il 25º anniversario
Nel 2002, per celebrare il 25º anniversario, i Toto pubblicarono Through the Looking Glass, un album di cover che voleva rappresentare un tributo alle influenze musicali dei componenti del gruppo, e che comprendeva cover di artisti come Bob Marley, Steely Dan, George Harrison e Elton John. Dall'album vennero tratti 2 singoli: Could You Be Loved, cover di Bob Marley, e While My Guitar Gently Weeps, cover dei Beatles. L'album non fu un successo di vendite e ottenne diverse critiche dai fan, che avrebbero preferito un album con materiale nuovo. Comunque l'album fornì alla band materiale per il tour per il 25º anniversario, che iniziò nel 2002 e si concluse nel 2003. Dopo il tour, vennero pubblicati un album live e un DVD intitolati Live in Amsterdam, entrambi immessi sul mercato alla fine del 2003.

### Greg Phillinganes e il semi ritiro di David Paich
All'inizio del mese di giugno 2003, verso la fine del Tour per il 25º anniversario, David Paich decise di non prendere parte al resto del tour per poter stare vicino a un membro malato della sua famiglia. Il tour toccó anche Milano nel febbraio del 2003 e Padova il 12 luglio dello stesso anno nella magnifica cornice di Prato della Valle, davanti a ventimila persone. Per quanto concerne l’assenza di Paich dal tour , Steve Lukather, conosciuto anche per il suo humor, riferì che David Paich stava facendo un'operazione di cambio di sesso e sarebbe perciò diventato "Davida". La storia venne riportata sul sito della band, e venne ripresa dai media di tutto il mondo. Nonostante i fan l'avessero trovata divertente, molte persone si sentirono offese. Lukather si scusò per lo scherzo e tutti i riferimenti alla questione vennero tolti dal sito.
Greg Phillinganes, tastierista che vanta numerose notevoli collaborazioni, come ad esempio Eric Clapton, George Benson, Lionel Richie, Michael Jackson e Stevie Wonder, subentrò a Paich per il resto del tour.
Alla fine del 2003, i Toto presero parte alla Night of the Proms per 2 mesi di seguito. David tornò, ma fu in grado di suonare solo per poche settimane prima di doversi nuovamente ritirare e, quindi, fu Greg a sostituirlo per il resto dello show. Lo show fu un successo, con un numero di spettatori ben al di sopra delle aspettative
All'inizio del 2004, la band si imbarcò in un tour mondiale che durò tutto il 2004 e il 2005. David Paich fece poche apparizioni, mentre Greg suonò nella maggior parte degli show. Nel 2005 a Greg fu chiesto di entrare definitivamente nella band, e David Paich si ritirò definitivamente dagli spettacoli live. David Paich rimase comunque un membro dei Toto, comparendo come produttore e prendendo parte alle registrazioni in studio.

### Falling in BetweeneFalling in Between Live

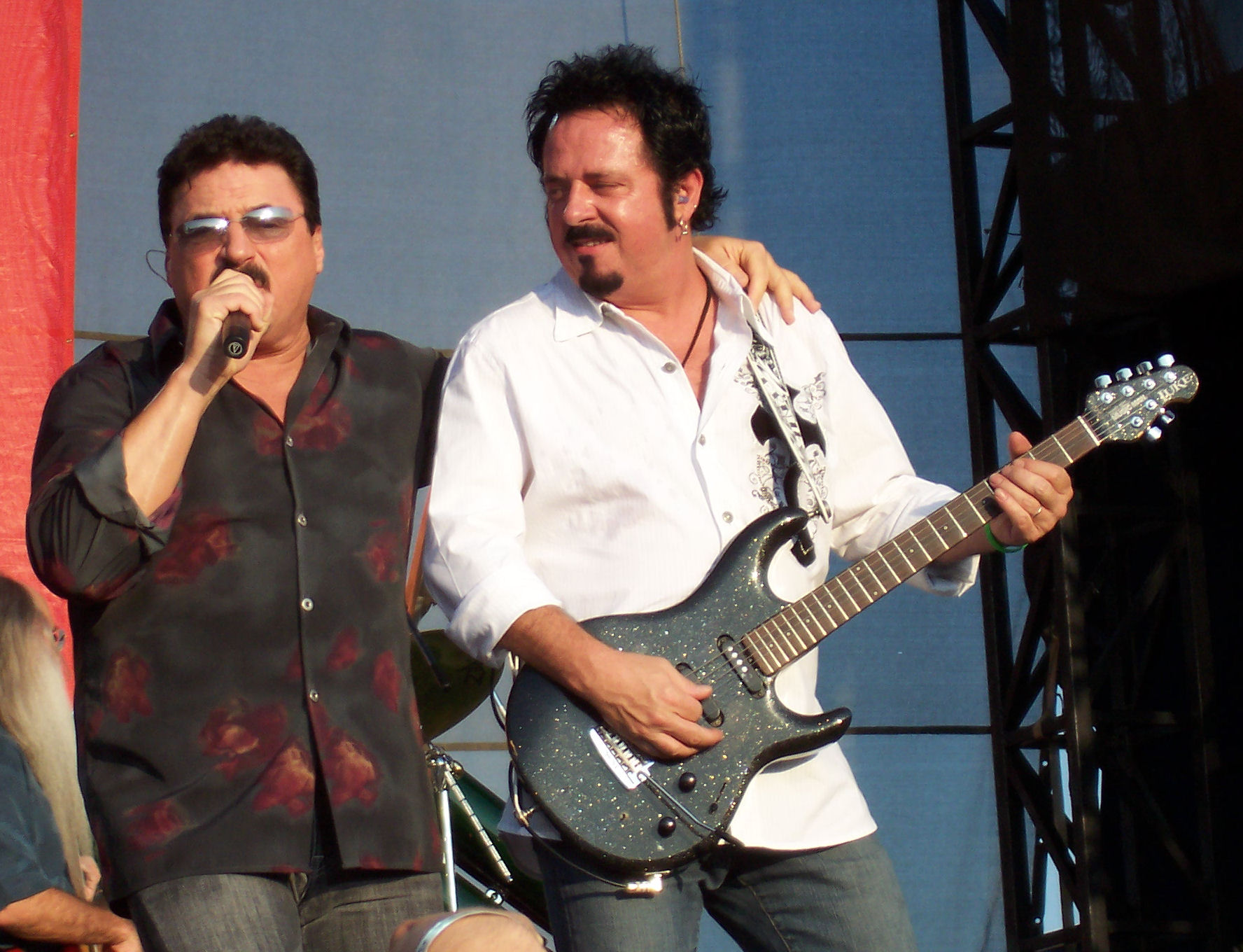
Bobby Kimball e Steve Lukather, Falling in Between tour, 2007

Nel 2006 venne pubblicato l'album Falling in Between, distribuito dall'etichetta discografica indipendente napoletana Frontiers Records.
L'album è il primo di nuovo materiale dal 1999, e ha ricevuto critiche positive sia dai fan che dai critici musicali, con recensioni che lo indicano come il miglior album da Toto IV, in una delle canzoni dell'album Bottom of Your Soul compare anche l'ex cantante della band Joseph Williams come cantante insieme a Bobby Kimball (la parte della prima voce è stata infatti affidata a Steve Lukather). In seguito alla pubblicazione del disco, i Toto iniziarono un tour mondiale, durato per tutto il 2006 e il 2007 e che prosegue nel 2008. Al tour prende parte Leland Sklar temporaneamente al posto di Mike Porcaro al basso, a causa dell'infortunio di Mike alla mano. Sia Fergie Frederiksen che Joseph Williams sono apparsi come ospiti in alcune esibizioni nel 2007.
Alla fine del 2007 i Toto hanno pubblicato il doppio cd live Falling in Between Live, che è il quinto album live. Nel febbraio 2008 è stato pubblicato anche il DVD omonimo, registrato durante un concerto a Parigi nel marzo 2007.
Fra gli ospiti che hanno partecipato alle registrazioni spicca Ian Anderson (leader dei Jethro Tull): non è un caso in quanto le sonorità del disco, almeno per alcuni brani, si avvicinano al progressive rock.

### 30º anniversario e la fine
Con la fine del tour di Falling in Between, il gruppo ha in mente di prendersi una pausa per portare avanti progetti solisti. Il preannunciato tour per il 30º anniversario è stato spostato in avanti di qualche anno. Il tour dovrebbe comprendere David Paich, Steve Porcaro, Joseph Williams e Fergie Frederiksen.
Nell'agosto 2007 Steve Lukather ha annunciato che probabilmente il gruppo non terrà più concerti negli Stati Uniti a parte qualche show occasionale, dato che i Toto riscuotono maggiore successo in Asia e in Europa rispetto agli Stati Uniti.
Lukather ha inoltre confermato durante la clinic di Milano del maggio 2008 che le indiscrezioni riguardanti lo scioglimento dei Toto sono da ritenersi vere, motivando la decisione con il fatto che non si sente più di utilizzare il nome del gruppo per i suoi scopi personali, preferendo invece dedicarsi all'attività solista.
La tensione era troppo alta e Lukather diede conferma ai rumor: propose lo scioglimento alla band a metà del Falling in Between Tour, rendendo pubblica la conferma il 6 giugno 2008 sul suo sito ufficiale tramite una lettera ai fan.
Le attività degli ex Toto come il cantante originale Bobby Kimball non si sono assopite mentre gli altri membri continuano i tour. Infatti è stato formato un gruppo chiamato YOSO (unione del nome Toto con Yes) proprio perché il gruppo è formato dall'originale cantante Bobby Kimball e l'ex Yes Tony Kaye (tastierista degli Yes) e Billy Sherwood altro componente degli Yes nei primi anni 2000. Il gruppo degli Yoso oltre a proporre diversi concerti suonando canzoni dei Toto e degli Yes ha inciso anche un cd con brani ex novo e brani eseguiti live.
Il 12 ottobre 2009 il gruppo è entrato nella Musicians Hall of Fame. Alla cerimonia erano presenti David Paich, Steve Porcaro, Steve Lukather e David Hungate.

### 2010 - 2013 Dalla riformazione al 35º anniversario
Nel 2010 I Toto annunciano una temporanea reunion nel luglio dello stesso anno per svolgere un tour di due settimane organizzato in sostegno al bassista Mike Porcaro, affetto dal morbo di Lou Gehrig e al cantante del 1984-1985 Fergie Frederiksen affetto da un cancro incurabile. Il tour ha visto la partecipazione aggiuntiva di Steve Porcaro alla tastiera (in attività con i Toto fino al 1987 e qualche partecipazione in altri album) e della sostituzione del cantante Bobby Kimball con Joseph Williams (in attività tra il 1986 e il 1988 e qualche partecipazione in altri album) e di quella di Leland Sklar su Mike, rimpiazzato da Nathan East e il ritorno di David Paich alle tastiere sostituendo Greg Phillinganes, oltre agli storici Steve Lukather e Simon Phillips alla chitarra e alla batteria, con coristi Mabvuto Carpenter e Jory Steiberg.
Col successo del tour di reunion nel novembre 2010 i Toto hanno annunciato sul loro sito ufficiale le prime date di un nuovo tour estivo per il 2011, annunciando anche un tour in Giappone da tenersi nel mese di settembre. La formazione è la stessa del 2010, ma con l'aggiunta, come corista dopo quattordici anni, di Jenny Douglas-McRae che con la band aveva inciso il disco Tambu. Il concerto tenuto al Castello Scaligero di Villafranca di Verona il 17 luglio 2011 è stato filmato ed era stata programmata l'uscita di un DVD per l'anno successivo, ma così non è stato. Nel 2012 il gruppo ha organizzato un altro tour estivo in cui figurano 3 date italiane: Lucca, Cattolica e Majano. Il 2013 segna il 35º anniversario di attività della band che, per festeggiarlo, ha organizzato un tour mondiale. Tra le varie tappe, figurano quelle italiane di Milano, Roma (in occasione del Rock in Roma) e Padova. In formazione Jenny Douglas è stata momentaneamente sostituita dalla cantante Amy Keys.

### L'addio di Simon Phillips e di Nathan East, cambi di line up e Toto XIV
All'inizio del 2014 lo storico batterista Simon Phillips ha annunciato la sua uscita dalla band, per proseguire una carriera solista e deviare verso generi più accomunabili alla fusion. I rapporti fra Lukather, Paich e gli altri Toto, e Phillips, comunque, sono rimasti amichevoli, tanto che fioccano collaborazioni. Non molto dopo anche Nathan East è uscito dalla band esprimendo la stessa volontà. Il 18 gennaio 2014 è morto l'ex cantante del gruppo Fergie Frederiksen, da tempo malato di cancro. Intanto la band ha annunciato di aver scelto come nuovo membro permanente della band alla batteria Keith Carlock, già batterista con gli Steely Dan. Il tour estivo del 2014 della band si è tenuto principalmente negli Stati Uniti, al fianco di Michael McDonald, e ha visto il ritorno del bassista David Hungate anche se come turnista. Nel 2014 i Toto hanno completato le ultimi appendici del tour per il 35º anniversario, con Shannon Forrest come turnista a sostituire Carlock (ancora e per l'ultima volta impegnato con gli Steely Dan) per le date nordamericane, e con Carlock che ha il suo debutto come membro dei Toto nelle date in Giappone.
Nello stesso anno viene annunciato un nuovo disco inedito della band, dove Keith Carlock figura come membro effettivo ed è presente in tutte le registrazioni. Il disco è previsto per metà del 2015, mentre a metà del 2014 è previsto il DVD per il 35º anniversario, intitolato Live In Poland perché filmato durante il tour nella tappa polacca della band del 25 giugno 2013. Il video inaspettatamente diverrà primo nelle vendite in vari paesi d'Europa e un notevole successo verrà riscontrato anche negli USA, tutto questo successo contribuirà non poco ad aumentare la voglia e la "spinta" di ritornare in studio per un nuovo album di brani inediti dopo nove anni dall'ultimo loro lavoro. Il 20 novembre la band ha annunciato di aver terminato le registrazioni del nuovo disco che si chiamerà Toto XIV. A gennaio 2015 il gruppo annuncia la tracklist dell'album e l'uscita di esso prevista per il 20 marzo in Europa e 24 marzo negli Stati Uniti, inoltre annuncia il ritorno in formazione di Jenny Douglas Mc-Rae e del percussionista Lenny Castro, dopo ventotto anni, e le date del tour del 2015 che comprendono anche tre date italiane: Milano il 3 luglio, Roma il 5 luglio e Taormina il 19 luglio. A gennaio Keith Carlock ha espresso la volontà di continuare con gli Steely Dan, lasciando di fatto il posto alla batteria a Shannon Forrest. Sempre a gennaio il gruppo pubblica Orphan, brano tratto dal nuovo album in versione radio edit come promo, di cui viene girato anche un video musicale. Il primo vero e proprio singolo è Holy War pubblicato a metà febbraio, e il 18 febbraio il brano viene certificato primo nella iTunes Singles Rock Chart in Finlandia, Francia, Paesi Bassi, Norvegia e Svezia. A marzo viene pubblicata anche Burn sempre come singolo su iTunes.
Il 15 marzo 2015 l'ex bassista Mike Porcaro muore nel sonno nella sua casa a Los Angeles. L'annuncio è stato dato dal fratello Steve, tastierista del gruppo, con un messaggio su Facebook: "Nostro fratello Mike se n'è andato, in pace, nel sonno, alle 00.04 nella notte, a casa e circondato dalla sua famiglia. Riposa in pace, fratello mio".

### 40º Anniversario
Nel maggio 2017 Lukather ha annunciato l'uscita di un nuovo album della band nel 2018, per la Sony che segnerà il quarantesimo anniversario. Come spiegato dal chitarrista, si tratta di dieci canzoni, di cui cinque mai realizzate con Jeff Porcaro alla batteria, su tre delle quali Mike Porcaro al basso, e sulle altre due David Hungate. Il nuovo lavoro è stato mixato da Bob Clearmountain, che ha già lavorato con la band con Kingdom of Desire nel 1992. Tre delle nuove composizioni appariranno su un greatest hits, con vecchi brani rimasterizzati intitolato 40 Trips Around the Sun, le altre saranno realizzate su un box set durante l'anno. Luke ha dichiarato che nei nuovi brani sono presenti anche ospiti come Vinnie Colaiuta e Niko Bolas. Ha anche annunciato per gennaio l'uscita della sua biografia The Gospel According to Luke, posticipata al 24 maggio. Il 15 novembre, viene pubblicato dalla band su YouTube Alone, primo dei tre brani inediti, vengono annunciati anche i titoli degli altri due: Struck by Lightning e Spanish Sea, pubblicato il 3 gennaio 2018 e primo dei tre brani con i fratelli Porcaro nella sezione ritmica. A febbraio la band parte per un tour mondiale denominato 40 Trips Around the Sun World Tour, e nello stesso mese anche Struck By Lightning viene pubblicato su YouTube. Il 21 novembre viene pubblicato il box set, in una versione limitata di 2000 copie, che prende il titolo di All In, comprendente tutti i dischi da Toto a Mindfields in versione rimasterizzata, più l'album di inediti denominato Old Is New, da cui viene pubblicato dalla band il 30 novembre il brano Devil's Tower e, nel maggio 2019, Chelsea.
Nell'ottobre 2019, pochi giorni prima dell'ultimo concerto del tour 40 Trips Around The Sun, Steve Lukather rilascia un'intervista nella quale annuncia un imminente ritiro della band, la quale "non suonerà mai più nella configurazione attuale". Non è ancora chiaro se avverrà uno scioglimento della band, ma rimanda la pubblicazione di ulteriori informazioni al 2020.

### Il "The Dogz of Oz" tour
Dopo circa un anno di silenzio, il 19 ottobre 2020 il chitarrista Steve Lukather ed il cantante Joseph Williams hanno annunciato un nuovo tour "The Dogz of Oz Tour" da tenersi nel 2021, con date previste in tutto il mondo. Il tour viene annunciato tramite una livestream prevista per il 21 novembre 2020. Al nuovo tour non prenderanno parte gli storici tastieristi Steve Porcaro e David Paich (che però rimane parte della band come direttore musicale); è prevista una rinnovata formazione che vede assieme ai due volti storici dei Toto e i due turnisti Warren Ham e Dominique "Xavier" Taplin (già impegnati con i Toto rispettivamente dal 2017 e dal 2018), John Pierce al basso in sostituzione di Shem von Schroeck, Steve Maggiora alle tastiere e voce, e Robert “Sput” Searight alla batteria al posto di Shannon Forrest.
Questa nuova formazione molto probabilmente si afferma come quella più diversa, sia a livello di componenti, che a livello musicale.
Dal 2024 la formazione vede tornare Shannon Forrest alla batteria e Greg Phillinganes alle tastiere (sempre in veste di turnisti), rispettivamente in sostituzione a Robert “Sput” Searight e Dominique "Xavier" Taplin.
Da giugno 2024 Steve Maggiora viene sostituito da Dennis Atlas, sempre alle tastiere e voce.

## Stile musicale
Riconosciuti come punto di riferimento per il genere arena rock degli anni '80, hanno a loro volta subito influenze di molti altri generi musicali, tra cui il rock sinfonico, il soft rock e la fusion. Essendo molti dei loro brani considerati adatti ad essere trasmessi dalle radio, vennero definiti come AOR.

## Formazione

### Formazione attuale
- Steve Lukather – chitarra, voce, tastiera (1976-2008, 2010-2019, 2020-presente)
- David Paich – tastiera, voce (1976-2006, 2010-2018, 2020-presente)
- Joseph Williams – voce (1986-1988, 1998, 2010-2019, 2020-presente)

### Turnisti
- Warren Ham – sassofono, armonica a bocca, tastiera, chitarra, voce (1986-1988, 2017-presente)
- Greg Phillinganes – tastiera, sintetizzatore, voce (2004-2008, 2023-presente)
- John Pierce - basso (2020-presente)
- Shannon Forrest – batteria (2015-2019, 2024-presente)
- Dennis Atlas - tastiera, voce (2024-presente)

### Ex componenti
- Steve Porcaro – tastiera, sintetizzatore, voce (1976-1986, 2010-2019)
- Bobby Kimball – voce, occasionalmente anche tastiera (1976-1984, 1998-2008)
- Dennis "Fergie" Frederiksen – voce (1984-1985)
- Jean-Michel Byron – voce (1990)
- David Hungate – basso (1976-1982, 2014-2015)
- Leland Sklar – basso (2007-2014)
- Mike Porcaro – basso (1982-2007)
- Jeff Porcaro – batteria, percussioni (1976-1992, anno della sua morte)
- Simon Phillips – batteria, percussioni (1992-2008, 2010-2014)
- Keith Carlock – batteria (2014-2015)
- Shem von Schroeck - basso (2017-2019)
- Lenny Castro – percussioni (1979, 1982-1987, 2015-2019)

Ex-turnisti
- Tom Kelly – chitarra, cori (1979)
- Keith Landry – chitarra, cori (1980)
- James Newton Howard – tastiera (1982)
- Timothy B. Schmit – cori (1982)
- Jon Smith – sassofono, cori (1982)
- Paulette Brown – cori (1985-1987)
- Scott Page – sassofono, chitarra, cori (1985)
- Ralph Rickert – corno, cori (1986-1987)
- Luis Conté – percussioni (1988)
- John Jessel – tastiera secondaria e cori (1990-2003)
- Jackie McGhee – voce (1990-1991)
- Chris Trujillo – percussioni (1990-1993)
- Denny Dias – chitarra (1991)
- Fred White – voce (1991)
- John James – voce (1992-1997)

- Donna McDaniel – voce (1992-1994)
- Gregg Bissonette – batteria (1995; in sostituzione di Simon Phillips)
- Sofia Bender – cori (1996; in sostituzione di Jenny Douglas-McRae)
- Buddy Hyatt – percussioni, chitarra, voce (1999)
- Tony Spinner – Guitar, vocals (1999-2008)
- Jeff Babko – tastiera (2000; in sostituzione di David Paich)
- Jon Farriss – batteria (2003; in sostituzione di Simon Phillips)
- Ricky Lawson – batteria, percussioni (2003; in sostituzione di Simon Phillips)
- Jory Steinberg - cori (2010)
- Leland Sklar - basso (2007-2008, 2015-2016)
- Nathan East – basso, cori (2010-2014)
- Amy Keys – cori (2013-2014)
- Jenny Douglas-McRae – cori (1990-1993, 1995, 1996-1997, 2011-2012, 2015-2016)
- Mabvuto Carpenter – cori (2010-2016)
- Dominique "Xavier" Taplin – tastiera, voce (2018-2023)
- Robert “Sput” Searight - batteria (2020-2023)
- Steve Maggiora - tastiera, voce (2020-2024)

## Discografia

### Album in studio
- 1978 – Toto
- 1979 – Hydra
- 1981 – Turn Back
- 1982 – Toto IV
- 1984 – Isolation
- 1986 – Fahrenheit
- 1988 – The Seventh One
- 1992 – Kingdom of Desire
- 1995 – Tambu
- 1999 – Mindfields
- 2006 – Falling in Between
- 2015 – Toto XIV
- 2019 – Old Is New

### Album di cover
- 2002 - Through the Looking Glass

### Colonne sonore
- 1984 - Dune - OST

### Album dal vivo
- 1982 - Live at Budokan
- 1985 - Live at Castle Hall, Osaka, Japan
- 1987 - Live Le Zenith Paris France SDB
- 1988 - Live in Firenze
- 1993 - Absolutely Live Album ufficiale
- 1999 - Livefields Album ufficiale
- 2003 - 25th Anniversary - Live in Amsterdam (pubblicato anche in DVD e BD). Album ufficiale
- 2007 - Falling in Between Live (pubblicato anche in DVD e DB) Album ufficiale
- 2014 - 35th Anniversary - Live in Poland (pubblicato anche in DVD e BD). Album ufficiale
- 2016 - Live at Montreux 1991 (pubblicato anche in DVD e BD). Album ufficiale
- 2019 - 40 Tours Around the Sun (pubblicato anche in DVD e BD)[28] Album ufficiale
- 2020 - With A Little Help From My Friends

### Raccolte
- 1990 - Past to Present 1977-1990 (antologia di successi con quattro inediti)
- 1995 - Best Ballads
- 1996 - Legend: The Best of Toto
- 1996 - Greatest Hits
- 1998 - Toto XX
- 2001 - Hold The Line: The Best Of Toto
- 2002 - The Very Best Of Toto
- 2004 - The Essential Toto
- 2008 - The Collection
- 2018 - 40 Trips Around the Sun (1978-2018) con inediti
- 2018 - All In Box Set collezione rimasterizzata di tutti i dischi in studio Sony (da Toto a Mindfields) con album di inediti Old is New

### Cronologia dei tour
- 1979 - Toto Tour - dal 3 gennaio all'8 aprile 1979
- 1980 - Hydra World Tour - dal 2 febbraio al 15 giugno 1980
- 1982 - Toto IV World Tour - dal 7 maggio al 5 novembre 1982
- 1985 - Isolation World Tour - dal 25 febbraio al 28 maggio 1985
- 1986-1987 - Fahrenheit World Tour - dal 29 ottobre 1986 al 5 febbraio 1987
- 1988 - The Seventh One World Tour - dal 24 febbraio al 3 luglio 1988
- 1990 - Planet Earth World Tour - dal 18 settembre al 18 dicembre 1990
- 1991 - Summer Festival Tour - dal 20 giugno al 14 settembre 1991
- 1992 - Kingdom Of Desire World Tour - dal 26 settembre al 4 dicembre 1992
- 1992 - Jeff Porcaro Tribute Concert
- 1993 - Kingdom Of Desire Summer Tour - dal 17 maggio al 23 giugno 1993
- 1994 - Night Of The Proms - dal 13 al 24 ottobre 1994
- 1995 - Summer Festival Tour - dal 20 maggio all'8 luglio 1995
- 1995-1996 - Tambu World Tour - dal 24 ottobre 1995 al 21 luglio 1996
- 1997 - South Africa Trip - dall'11 al 17 novembre 1997
- 1998 - XX Tour - dal 27 maggio al 6 giugno 1998
- 1999-2000 - Reunion 99 World Tour - dal 23 febbraio 1999 al 28 maggio 2000
- 2000 - Summer Festival Tour - dall'8 giugno al 15 agosto 2000
- 2001 - USA Gigs - dal 26 maggio al 19 ottobre 2001
- 2002 - Summer Festival Tour - dal 4 maggio al 3 agosto 2002
- 2002 - Through The Looking Glass World Tour - dal 30 ottobre al 22 dicembre 2002
- 2002-2003-2004 - 25th Anniversary World Tour - dal 30 ottobre 2002 al 3 dicembre 2004
- 2005 - Toto 2005 Tour - dall'11 febbraio al 4 settembre 2005
- 2006-2007-2008 - Falling In Between Tour - dal 26 febbraio 2006 al 20 maggio 2008
- 2010 - Toto In Concert 2010 - dal 1º luglio al 1º agosto 2010
- 2011 - Toto In Concert 2011 - dal 16 maggio al 17 luglio 2011
- 2012 - Toto 2012 Summer Tour - dal 29 luglio al 23 settembre 2012
- 2013 - Toto's 35th Anniversary Tour - dal 30 maggio 2013
- 2015 - An Evening With Toto - dal 21 maggio 2015
- 2016 - Toto World Tour 2016 - dal 27 gennaio all'11 settembre 2016
- 2017 - Toto World Tour 2017 (EU&US) - dal 2 giugno al 12 agosto 2017
- 2018 - 40 Trips Around The Sun World Tour - dall'11 febbraio 2018 al 20 ottobre 2019
- 2022 - The Dogz of Oz World Tour - dal 25 febbraio 2022 e ancora in corso.